# Montauroux
Montauroux là một xã thuộc tỉnh Var trong vùng Provence-Alpes-Côte d’Azur, Pháp. Xã này có diện tích 33,54 km², dân số năm 2006 là 4743 người. Xã này nằm ở khu vực có độ cao trung bình 368 mét trên mực nước biển. Danh xưng dân địa phương trong tiếng Pháp là Montaurousiens

## Biến động dân số
| Năm | 1866 | 1892 | 1900 | 1962 | 1968 | 1975 | 1982 | 1990 | 1999 | 2004 | 2006 |
| --- | ---- | ---- | ---- | ---- | ---- | ---- | ---- | ---- | ---- | ---- | ---- |
| Dân số | 1779 | 1220 | 1111 | 910  | 1053 | 1375 | 1997 | 2773 | 4017 | 4526 | 4743 |
| From the year 1962 on: No double counting—residents of multiple communes (e.g. students and military personnel) are counted only once. |      |      |      |      |      |      |      |      |      |      |      |